# Omega-nisi Iwa
Der Omega-nisi Iwa (Transkription von japanisch オメガ西岩 ‚Westlicher Omega-Felsen‘) ist eine Felsformation an der Kronprinz-Olav-Küste im ostantarktischen Königin-Maud-Land. Er ragt auf der Westseite des Kap Omega auf.
Japanische Wissenschaftler untersuchten und benannten ihn 1977.